# بلاوساسک
بلاوساسک (به فرانسوی: Blausasc) یک کمون در فرانسه است که در canton of L'Escarène واقع شده‌است. بلاوساسک ۱۰٫۲۱ کیلومتر مربع مساحت دارد ۳۱۰ متر بالاتر از سطح دریا واقع شده‌است.